# Lanzen-Turnau Airport
Lanzen-Turnau Airport (tyska: Flugplatz Lanzen-Turnau) är en flygplats i Österrike.   Den ligger i distriktet Bruck-Mürzzuschlag och förbundslandet Steiermark, i den östra delen av landet, 110 km sydväst om huvudstaden Wien. Lanzen-Turnau Airport ligger 779 meter över havet.
Terrängen runt Lanzen-Turnau Airport är kuperad åt sydost, men åt nordväst är den bergig. Lanzen-Turnau Airport ligger nere i en dal. Närmaste större samhälle är Kapfenberg, 12,5 km söder om Lanzen-Turnau Airport. 
I omgivningarna runt Lanzen-Turnau Airport växer i huvudsak blandskog. Runt Lanzen-Turnau Airport är det ganska glesbefolkat, med 48 invånare per kvadratkilometer.